# Хіросакі (князівство)
Князівство Хіросакі (яп. 弘前藩, Хіросакі-хан), також відоме як князівство Цуґару (яп. 津軽藩, Цуґару-хан) — феодальне князівство (хан) у Японії періоду Едо (1590—1871), у провінції Муцу регіону Тосандо на півночі острова Хонсю (сучасна префектура Аоморі).

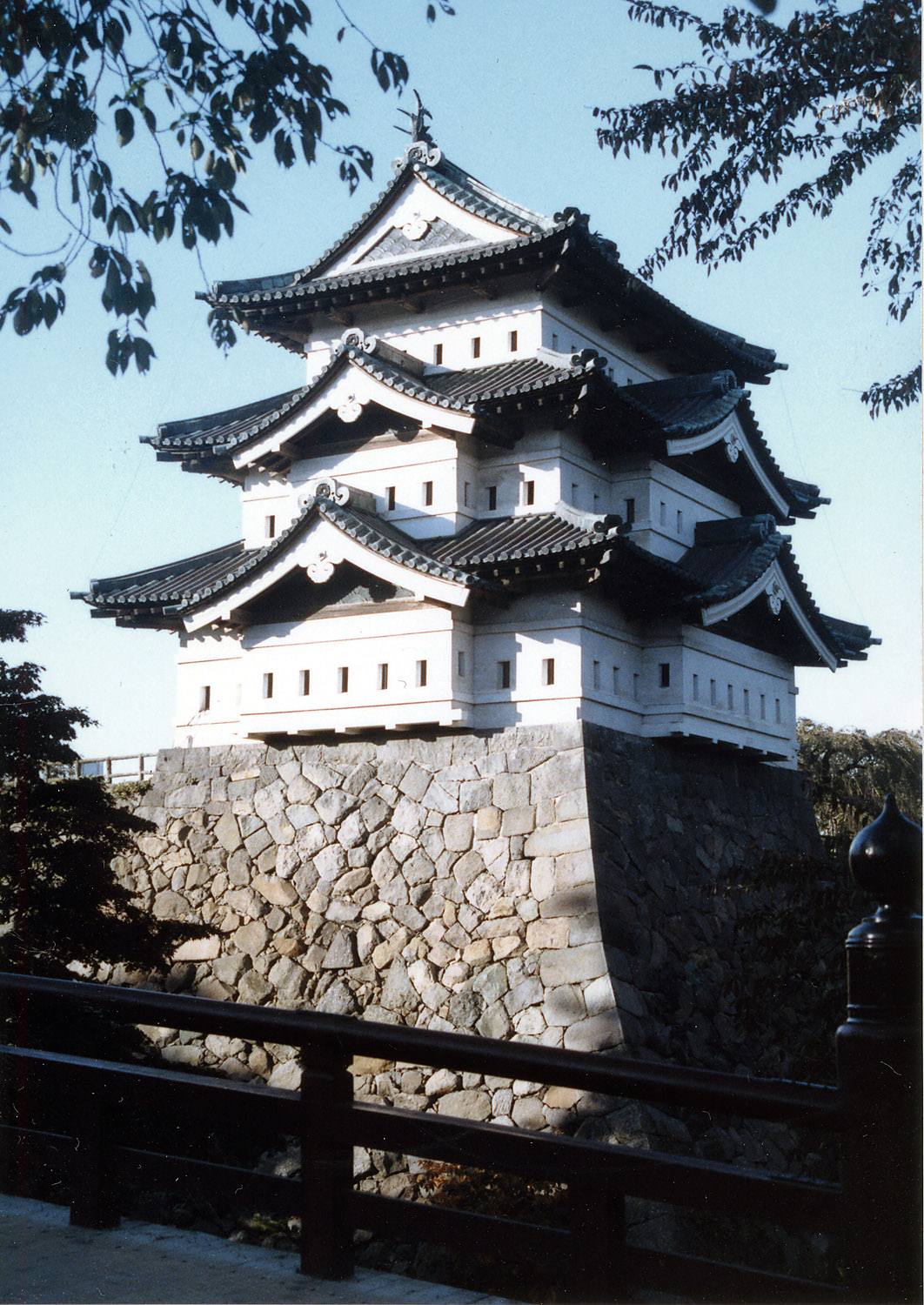
Замок Хіросакі, столиця князівства Хіросакі

Дочірнє князівство: Куроісі-хан (1809—1871)

## Історія князівства
Адміністративний центр князівства: замок Хіросакі (сучасне місто Хіросакі, префектура Аоморі).
Дохід хану:
- 1590—1607 роки — 47 000 коку рису
- 1607—1791 роки — 50 000 коку
- 1791—1825 роки — 117 000 коку
- 1825—1871 роки — 217 000 коку

Рід Цуґару, спочатку відомий як рід Оура (大浦氏 Оура-Сі), спочатку підпорядковувався роду Намбу і володів частиною Північної провінції Муцу. Оура Таменобу (1550—1608) повстав проти свого пана Намбу Нобунао і отримав підтримку Тойотомі Хідейосі. Оура Таменобу змінив своє прізвище на Цуґару і 1590 року допомагав Тойотомі Хідейосі під час облоги замку Одавара і перебував у його свиті в Хідзені під час корейської кампанії. У тому ж 1590 році Тойотомі Хідейосі затвердив за Цуґару Таменобу його домен у провінції Муцу. 1600 року він підтримав Токуґаву Іеясу в битві при Секіґахарі, завдяки чому його дохід збільшено до 47 000 коку рису. Цуґару Таменобу зберіг за собою область Хіросакі і збільшив свої володіння в провінції Муцу.

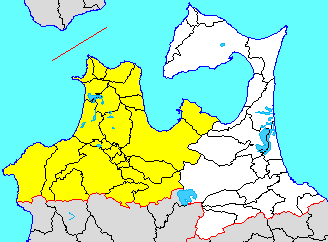
Сучасна карта префектури Аоморі, де території князівств Хіросакі і Куроісі виділено жовтим кольором

Спадкоємцем Таменобу був його син Цуґару Нобухіра (1607—1631), хрещений під ім'ям Християн. Спочатку Цуґару Нобухіра здобув перемогу на фракцією, яка підтримувала його племінника Цуґару Куматійо (1600—1623). Спочатку Нобухіра надав притулок багатьом християнам, переслідуваним по всій Японії, але пізніше відмовився від християнства і повернувся в буддизм. Він завершив будівництво замку Хіросакі і порту Аоморі в затоці Муцу.
3-м даймьо Хіросакі-хану став Цуґару Нобуйосі (1631—1655), син Нобухіри. У його правління Хіросакі-хан був уражений серією великих заворушень у роді Цуґару: бунт Косака Курандо (高坂蔵のの乱) 1612 року, заворушення Фунабасі (船桥騒动) 1634 року і заворушення Сьохо (正保騒动) 1647 року.
4-й правитель Цуґару Нобумаса (1656—1710) був ученим і приступив до амбітних громадських робіт, спрямованих на підвищення прибуткової частини домену. Однак 1695 року князівство пережило неврожай і голод.
Його син і 5-й даймьо Цуґару Нобухіса (1710—1731) намагався продовжити проєкти громадських робіт батька. За його правління князівство постраждало від вивержень вулкана Івакі. Нехтуючи закони сьоґунату про регулювання витрат, Нобухіса жив у розкоші, а його васали і піддані перебували в злиднях. За правління його сина Нобуакі (1731—1744) згорів замок Хіросакі, столиця князівства.
7-й даймьо Цуґару Нобуясу (1744—1784) і 8-й даймьо Цуґару Нобуакіра (1784—1791), онук і правнук Нобухіси, успадкували князівство в глибоких боргах. У цей час Хіросакі-хан страждав від постійних вивержень вулкана Івакі, неврожаїв і голоду.
1791 року, після смерті Цуґару Нобуакіри, який не залишив після себе спадкоємця, новим правителем князівства став колишній хатамото Куроісі-хану Цуґару Ясутіка (1791—1825), який походив з гілки роду Цуґару, що правила в Куроісі-хані. Він домігся 1809 року створення дочірнього князівства Куроісі. Цуґару Ясутіка здійснив багато реформ, які відновили у князівстві відносну стабільність. 1821 року він пережив замах з боку Соми Дайсакі, колишнього васала роду Намбу, який здавна ворогував з родом Цуґару.
На початку правління свого сина Цуґару Нобуюкі (1825—1839) Ясутіка зберігав реальну владу в домені. Від Нобуюкі успадкував Цуґару Юкіцугу (1839—1859), який був сином Мацудайра Нобуакіри, даймьо Йосіда-хану в провінції Мікава. 1821 року його прийнято як спадкоємця Цуґару Тікатарі, 1-го даймьо Куроісі-хану. У 1825—1839 у домені Куроісі правив роках Цуґару Юкінорі. 1839 року бакуфу відправило у відставку 10-го даймьо Цуґару Нобуюкі, звинуваченого в бездіяльності. Цуґару Юкінорі змінив ім'я на Цуґару Юкіцугу і став 11-м правителем Хіросакі-хану. Він спробував продовжувати реалізацію багатьох з реформ, ініційованих Цуґару Нобуакірою. Він прагнув відновити докризовий стан у князівстві, відкривав нові рисові поля, створив ливарний цех для відливання гармат, і спробував модернізувати збройні сили і медицину в своєму наділі, впроваджуючи ранґаку.
Останнім (12-м) даймьо став його син Цуґару Цуґуакіра (1859—1871), який правив у бурхливий період Бакумацу. Під час Війни Босін (1868—1869) Хіросакі-хан спочатку підтримав про-імператорські сили Союзу Саттьо і напав на розташований поблизу Цуруока-хан. Потім рід Цуґару змінив свій політичний курс і на короткий час приєднався до Північного союзу. Однак незабаром з незрозумілих причин Хіросакі-хан вийшов з Північного союзу і знову приєднався до про-імператорських сил, беручи участь у битвах при Нохедзі і Хакодате. 1869 року імператор Мейдзі призначив даймьо Цуґару Цуґуакіра губернатором свого князівства.
У липні 1871 року Сітінохе-хан ліквідовано. Територію князівства включено до складу нової префектури Аоморі.

## Правителі князівства
- Рід Цуґару, 1590—1871 (тодзама-даймьо)

| №  | Ім'я             | Ім'я      | Роки правління | Роки життя  | Примітка                                                                           |
| -- | ---------------- | --------- | -------------- | ----------- | ---------------------------------------------------------------------------------- |
| 1  | Цуґару Таменобу  | 津軽 為信 | 1590—1607      | 1550—1608   | Син Оури Морінобу (1524—1568)                                                      |
| 2  | Цуґару Нобухіра  | 津軽信枚  | 1607—1631      | 1586—1631   | Третій син Цуґару Таменобу                                                         |
| 3  | Цуґару Нобуйосі  | 津軽信義  | 1631—1655      | 1619—1655   | Старший син Цуґару Нобухіри                                                        |
| 4  | Цуґару Нобумаса  | 津軽信政  | 1656—1710      | 1646—1710   | Старший син Цуґару Нобуйосі                                                        |
| 5  | Цуґару Нобухіса  | 津軽信寿  | 1710—1731      | 1669—1746   | Старший син Цуґару Нобумаси                                                        |
| 6  | Цуґару Нобуакі   | 津軽信著  | 1731—1744      | 1719—1744   | Старший син Цуґару Нобуокі                                                         |
| 7  | Цуґару Нобуясу   | 津軽信寧  | 1744—1784      | 1739—1784   | Старший син і наступник Цуґару Нобуакі                                             |
| 8  | Цуґару Нобуакіра | 津軽信明  | 1784—1791      | 1762—1791   | Старший син Цуґару Нобуясу                                                         |
| 9  | Цуґару Ясутіка   | 津軽寧親  | 1791—1825      | 1765—1833   | Старший син Цуґару Акітаки, всиновлений 8-м даймьо Хіросакі-хану Цуґару Нобуакірою |
| 10 | Цуґару Нобуюкі   | 津軽信順  | 1825—1839      | 1800—1862   | Молодший син Цуґару Ясутікі                                                        |
| 11 | Цуґару Юкіцугу   | 津軽順承  | 1839—1859      | 1800—1865   | П'ятий син Мацудайри Нобуакіри, всиновлений Цуґару Нобуюкі                         |
| 12 | Цуґару Цуґуакіра | 津軽承昭  | 1859 — 1871    | 1840 — 1916 | Четвертий син Хосокави Наріморі, всиновлений Цуґару Юкіцугу                        |